# Notívago

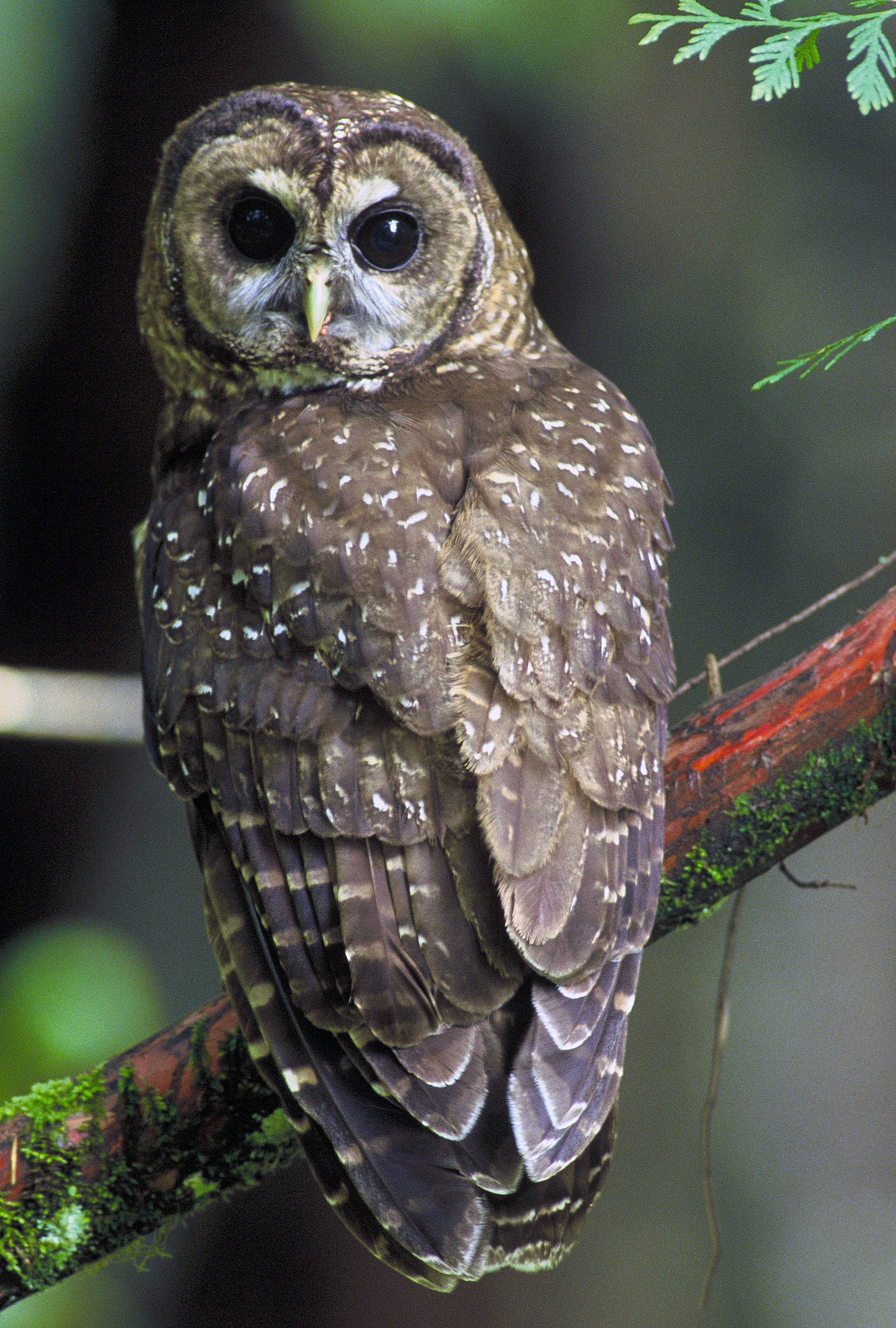
Corujas são geralmente animais notívagos.

Na biologia, um notívago, noctívago ou, ainda, animal noturno, descreve o comportamento observado em alguns animais que dormem pelo dia e tornam-se ativos durante a noite.
A maioria dos seres vivos tem, na noite, o período de descanso, muitas vezes com profundas alterações no metabolismo, tais como: redução dos batimentos cardíacos, diminuição da temperatura corporal (animais homeotérmicos) ou substituição da fotossíntese pela respiração (vegetais superiores).
São denominados notívagos os seres que têm, no período noturno, o de maior atividade, tais como morcegos, anfíbios, canídeos e felinos.